# ПСКР-804 «Тольятти»
ПСКР-804 «Тольятти» — советский и российский военный корабль пограничной службы.

## История
Корабль построен в рамках проекта катеров 1241.2 «Молния-2» (по классификации НАТО «англ. Pauk»). Катера данного типа предназначались для использования в качестве пограничного сторожевого корабля (ПСКР) в мирное время и малого противолодочного корабля в военное время.
20 января 1980 года будущий корабль был зачислен в списки кораблей пограничных частей КГБ СССР. Судно заложили 22 сентября 1980 на Ярославском судостроительном заводе.
18 февраля 1982 годы корабль (заводской № 506) был спущен на воду и весной того же года был переведён на Балтийское море. После прохождения испытаний 30 августа 1982 года под названием ПСКР-804 вступил в строй. Был зачислен в состав Таллинской отдельной бригады пограничных сторожевых кораблей (ОБСКР) МПЧ КГБ Прибалтийского ПО.
С 12 июля 1993 корабль входит в состав 3-й Балтийской ОБСКР Калининградской группы Пограничных войск.
Над кораблём шефствовал ОАО «АвтоВАЗ» и 19 января 1996 года кораблю дали новое имя: «Тольятти».
Корабль участвовал в охране государственной границы России в Финском заливе и Балтийском море.
Вместе с другими судами данной серии полностью разделан на металл.